# 原田左之助
原田 左之助（はらだ さのすけ、天保11年〈1840年〉- 慶応4年5月17日〈1868年7月6日〉）は、新選組隊士（副長助勤）。諱は忠一。
伊予松山藩に生まれる。はじめ藩の武家奉公人（中間）だったが、のちに出奔。その後浪士組に参加して上洛。主だった新選組の戦闘に関わり活躍した（芹沢鴨一派の粛清、長州藩の間者・楠小十郎斬殺、大阪西町奉行与力・内山彦次郎暗殺、池田屋事件、禁門の変、三条制札事件、油小路事件など）。
鳥羽・伏見の戦いや甲州勝沼の戦いまでは新撰組（甲陽鎮撫隊）として戦うが、江戸に敗走の後、近藤らと意見衝突して袂を分かち永倉新八と共に靖兵隊を結成する。ところが、山崎宿（現在の千葉県野田市山崎）にて靖兵隊を離れた。上野戦争の際に負傷し、その傷がもとで1868年7月6日（慶応4年5月17日）に本所猿江にあった旗本神保氏（神保相徳）の屋敷（現在は江東区森下）で死亡したとされる。享年29。

## 経歴
1840年（天保11年）に伊予松山城下の矢矧町（中ノ丁）に生まれる。父親の名前は長次といい、母の名前は不明である。
左之助は成長して中間となるが、安政の頃出府し、江戸赴任中の松山藩士・内藤房之助の家で小使を務めていた。小使というのは中間の中でも少しは読み書きの出来る者がつとめており、後に怜悧と評される左之助はそれ相応の教養があったと思われる。
もちろん小使で派遣されたと言っても公務は一日中続くわけではなく、空いた時間には子供と遊んだりしてよく機嫌を取ってあげていた。その遊んでもらっていた子供が後に史談会で原田左之助の事を語ることになる。俳人として内藤鳴雪という名で名を馳せる内藤素行であった。内藤は当時のことを明治40年6月15日に史談会で語っている。
そんな素行は自身が10歳の頃に、左之助に関するとある事件を目撃する。藩邸には中間用の大きな長屋が2軒あり、それぞれ組分けがされており、一方を「碇」、もう一方を「大の字」と称していた。その大の字の部屋で騒ぎがあったので素行が見に行ってみると「ある一人を裸体にして土間に据えて、後ろ手に縛して、口に猿轡を嵌めて、全身に水を浴びせておる」のだった。覗いていることに気づいた中間によって、素行はその場を追われてしまうのだが、水を浴びせられていたのは、「誰という事は十分にわかりませぬが、どうしても私が親しんでおる所の佐之助のようであった」ので、他の子供達に聞いてみると、左之助であることは間違いないようだった。そこで家に帰って、「今、佐之助がひどい目に遭っておる、どうにかあれを止めてやる事はできぬか」と訴えたが、家にいたのは女ばかりだったのでどうすることもできなかったという。
その夜、たまたま中間より一段格上の「内用方」をつとめる人物が内藤家を訪れたので、家人が左之助が折檻されていたことを伝えると、内用方は調査を約束して帰った。その数日後、内用方は再び内藤家を訪れ、中間部屋には掟があり、左之助がそれを破ったための懲らしめだったと説明した。
どうやら他から酒に酔って帰ってきて大分挙動が荒々しかったらしく、これを目上の者が制したが、左之助がかえって口答えしたためこのようなことになったようだ。
ほどなく交代によって松山に帰った左之助は、藩校明教館の助教をつとめる中島隼太に若党として仕えることになった。この中島隼太の妻は素行の母・八十の姉である。そして訳あって、家族ともども松山に帰国を命じられていた内藤素行は再び伯母の家で左之助を見ることになった。江戸で親しく遊んでから2、３年ほどの月日が経っていた。左之助も当然気づいたであろうが素知らぬふうをしており、素行の目にはその様子が尊大に映ったようだ。その後も素行は松山の城下で左之助に関する事件を目撃している。素行が母親の実家である交野家へ遊びに行っていた時のことである。
「裸体で犢鼻褌一つで頬冠りをしまして、その頃、専ら習いました蘭式の銃隊に用います太鼓を、革帯をもって肩から左の腋へ下げて、撥を持ってドンドン鳴らしながらやって来る者がある。誰かと見ると佐之助であります。」当時、士族の家へ奉公して二刀を差す若党をつとめる者が、裸体で外へ出るということは全くないことだった。素行はこの話を史談会で「一つの放縦なる奇行」としている。
その事件から遠くなく、左之助は出奔した。

### 死に損ね左之助
左之助に関する有名なエピソードとして、松山で若党をしていた頃上官と喧嘩して「腹切る作法も知らぬ下司野郎」と罵られ、実際に腹を切ってみせたという話があるが、この話は多くの創作が確認できる子母澤寛の作品・新選組物語にのみ確認できるエピソードであり、事実ではないと思われる。
しかし切腹未遂をしたことがあることは事実なようで、その傷跡を妻であった菅原マサが目撃している。マサが左之助に傷跡について尋ねると、「女や子供にゃわからんことだ」と言って詳しい話はしなかったようだが、何でも国許を出るときに駕籠の中で切腹したらしい。しかし駕籠の中で切腹というのは状況的にも考えにくい話で、マサの談話には何かしらの誤植があったか、マサの記憶違いであったか、そもそも左之助がマサに事実を伝えていなかった可能性が考えられる。
ちなみに、これを元に家紋を○に切腹傷の一文字を入れた形にしてしまったという逸話も有名だが、切腹傷にちなんで家紋を変えたというのは全く根拠がなく、最初からその家紋が原田家の家紋であった可能性を吟味できていない。

### 谷道場に入門
松山を出た左之助は大阪に出た。そして後に新選組隊士となる谷三十郎・万太郎兄弟の道場に入門し、免許を得る。といっても門人帳や免許状などそれを裏付ける史料はなく、そう書き残したのは永倉新八のみで、「伊予国松山脱藩鎗術種田宝蔵院谷三十郎門人免許新撰組副長助勤原田左之助」とある。子母澤寛が「新選組遺聞」で左之助を「谷三十郎という大阪の槍の名手に就いて、いつの間にか宝院流を使うようになり」と書いているのはこの永倉の記述によるものだろう。しかし、実際に槍の達人であったのは三十郎ではなく万太郎であり、流派も宝蔵院流ではない。永倉は左之助の流派を「種子田宝蔵院流」としているが、そのような流派は存在しておらず、実際に左之助が学んだのは「種田流」である。
そして免許を与えられた左之助は江戸に向かう。左之助が江戸に出た時期も、どこに住んでいたのかも詳しいことは不明。わかっているのは、いつの日にか市ヶ谷甲良屋敷にあった近藤勇の道場・試衛場に出会ったということだけである。その時すでに試衛場の食客であった永倉新八は自身の回顧録に試衛場メンバーの名前をあげているが、そこに左之助の名前はない。近藤と義兄弟の契りを結び、天然理心流の門人でもあり後援者でもあった小島鹿之助が近藤たちから聴取した情報を書いた記録にも、左之助の名前はない。このことから、左之助は試衛場との接触期間が短かったことが考えられる。しかし浪士組募集に応じて近藤らと一緒に上洛したことは間違いないので、左之助が試衛場にきたのはその浪士募集の報がもたらされる直前だったと考えられる。

### 浪士組参加
左之助は近藤勇を小頭とした六番組に所属し、文久3年2月23日入京した。
その日の夜、清河八郎は浪士たちを新徳寺に集めた。その時出席した浪士の名簿の中に、「原田庄之助」と誤記されながらも、左之助の名前を確認できる。
その後28、29日の両日にわたって、浪士たちは交代で御所を拝観した。左之助加わる六番組は、28日の昼九つ〜7つに拝観した。
その後、左之助が参加する浪士組は、意見の対立から京都残留組と江戸帰還組に別れ、左之助は近藤以下試衛場組と芹沢鴨率いる芹沢一派とともに京に残る事となった。そして3月10日、近藤・芹沢グループは会津藩に嘆願趣意書を提出し、そこにはもちろん原田左之助の名前もある。そして12日には会津藩御預かりという身分での残留資格を得た。次いで15日にはこれに7人を加えた24人が黒谷の金戒光明寺を訪れ、左之助たちは正式に会津藩の配下となることが認められた。

### 清河八郎暗殺
近藤・芹沢たちが鵜殿鳩翁に京都残留を願い出ると、清河八郎暗殺が命じられた。永倉の手記によると、老中の板倉勝静の内意だったらしい。
左之助は近藤、土方、沖田、永倉、井上と共に仏光通り堀川で待ち伏せた。清河が前土佐藩主・山内容堂の元を訪れた帰途を狙ったのである。しかし清河は左之助たちが待ち伏せていた道を通らず、芹沢、新見、山南、平山、藤堂、野口、平間が待ち伏せていた四条通堀川を通った。しかし芹沢たちは清河が幕府の朱印状を携帯している山岡鉄太郎を連れていたので襲撃を取りやめ、清河の殺害計画は失敗に終わったのだ。
その後、近藤・芹沢グループは近藤たちの分宿先であった八木家の離れ座敷をそのまま使用することになった。離れ屋敷は10人で寝起きするには狭く、母屋から50メートルも離れた畑の一角にあり、夜は明かりも差さなかったという。そんな離れ座敷を見て左之助は、「こんな小っぽけな離れ家では、寝ているうちにずぶりと槍を突き通して、担いで行かれてもわからん、安心して眠れん。」と笑いながら口にした。

### 川狩り
｢新撰組永倉新八｣によると、文久3年の6月、京都力士の勇川力蔵が、壬生浪士を桂川の「川狩り」に招待したことがあった。左之助もこれに参加していたらしい。しかしこのエピソードに関しては、時期的にあまり現実的ではない上、史料として信ぴょう性の低い｢新撰組永倉新八｣のみが伝えるエピソードであり、真偽は不明である。

### 芹沢鴨暗殺
ちょうどこの頃に壬生浪士組は新選組と名を改める。
9月16日、芹沢鴨を暗殺するため、新選組は角屋で酒宴を開いた。午後6時頃になると芹沢らは隊士たちを残して壬生の八木家の本宅に帰り、更に飲み始めた。芹沢、平山、平間はそれぞれ女も連れていた。やがて夜も更け、芹沢たちは眠りについた。
この日、八木家では主人の源之丞が他出しており、本宅では妻のマサが左側の六畳間に二人の子供を寝かせながら夫の帰りを待っていた。そのマサは、芹沢暗殺時のことについて、｢沖田総司と原田左之助のいたことは確かに見た｣と証言しており、西村兼文も「近世野史」で芹沢暗殺メンバーの1人として左之助の名前をあげている。

### 楠小十郎の殺害
左之助は、長州の間者であった楠小十郎を殺害しているが、その様子を偶然八木為三郎が目撃している。為三郎によると、文久3年の秋のことだったという。前川家に遊びに行こうとしていた為三郎は、前川家の門前で水菜畑の方を向いて立っている楠を見つける。為三郎が声をかけようとしたその瞬間、「あっ！」という叫び声とともに、楠はのめるようにして水菜畑の方へ走り出した。するとそのすぐ後ろからピカリと刀が光って、「野郎！」と叫んで出てきたのは左之助であった。水菜の中で頭に左之助の鋭い刀を四太刀ほど受けたらしい。為三郎は怖くなりそのまま家に逃げかえったという。

### 通夜参列
文久3年の12月7日、浪士組の分宿先とされ、浪士組の東帰後も新見錦や粕谷新五郎が宿としていたという八木家の南隣の南部家で当主･亀次郎の祖母が亡くなった。その時の｢悔帳｣が残っており、4枚目に左之助の名前がある。新選組でただ1人の参列者である。葬儀は10日に行われ、数人の隊士が焼香に訪れたようであるが、もしかしたらそこに左之助の姿もあったのかもしれない。

### 内山彦次郎殺害
元治元年5月7日、上洛中の将軍･徳川家茂が下坂すると、新選組も護衛の一員として従い、16日に家茂が海路を江戸に発つと、彼らも帰京した。しかし、この時に内山彦次郎殺害のための隊士が残留し、その機会を伺っていた。内山の様子を探っていた彼らは、通勤ルート上の天神橋を襲撃場所と定め、20日夕刻より闇に紛れて橋の南北両詰で待ち伏せた。｢風説集｣によると、午後８時を過ぎた頃、西町奉行を退庁する内山が護衛のついた駕籠に揺られて天神橋を渡ってきた。そして、橋の中程に達したところで、駕籠を取り囲まれた。たちまち護衛の武士も駕籠舁きも逃げ出し、内山は駕籠の中に取り残された。そこへ左右より手槍が突き込まれ、傷ついた内山は駕籠から引き出されるとまず両腕を切り落とされた。そして梟首するために首を落としたところで、橋を渡ってくる人影があったので彼らは首を残したまま立ち去ったという。現場に差し掛かったのは、関弥二右衛門の一行だった。「新撰組永倉新八」「新撰組始末記」などを総合すると、内山襲撃のメンバーは、沖田総司、井上源三郎、島田魁、さらに左之助の4人、あるいは土方歳三を加えた5人だったと考えられる。彼らは日本橋の欄干に内山の罪状書を掲げると、八軒家から淀川を夜舟で帰京したらしい。そして京都でも三条大橋をはじめとする各所に罪状書を貼り出すのだった。
なお、内山家では倒幕過激派による犯行だと伝えられている。

### 池田屋事件から局長批判まで
元治元年6月5日、新選組を有名にする大きな事件が発生する。池田屋事件である。左之助は、井上源三郎や斎藤一と共に土方歳三隊に配属された。会津藩には午後9時過ぎの集合を命じられていたが、新選組は会津藩との約束の刻限を前に、祇園会所を出た。近藤勇隊の10人は四条橋を渡って木屋町通りを北上し、土方歳三隊は祇園界隈の捜索を開始する。
午後10時ごろ、近藤隊は池田屋に突入して戦闘を開始する。この時、左之助たちはまだ縄手通りの捜索を行っていた。そして午前0時頃、通報を受けた左之助たち土方隊が池田屋に駆けつけ、これにより捕縛の方針に切り替えた。屋内での捜索が始まると、捕縛していた過激派の1人が縄を解き、外に逃げ出した。永倉によると、これを追って槍で仕留めたのが左之助である。池田屋事件の褒賞金リストによると、左之助は金十両充、別段金七両充を与えられている。
同年の7月19日未明、禁門の変が始まる。この時新選組は伏見稲荷の境内に移動していた。砲声を聞き、会津藩兵とともに急いで御所堺町門に駆けつけたが、既に戦いは終息しようとしており、新選組は公卿門前の警備を命じられた。そこへ、公卿門前の日野資宗邸に長州藩兵潜伏との情報がもたらされたため近藤は井上、永倉、そして左之助に隊士20名を従わせ日野邸に向かわせた。戦いは小一時間ほどかかったが、4、5人斬り倒すと残りは逃げていった。この戦闘で左之助は左の肩へ軽傷を蒙った。新選組はそのまま公卿門前に宿陣し、翌日会津藩兵と共に天王山に立て籠ったま真木和泉らのために出陣した。新選組は池田屋事件の時と同じく、近藤隊と土方隊の2つに分かれたが、永倉の手記によると左之助は参加していない。
同年の9月になって間もなくの事である。左之助は永倉や齋藤と共に、近藤の｢非行五ヶ条｣を公用人の小森久太郎に示した。この五ヶ条の内容は不明である。届いた小森が取り次ぐと、松平容保は左之助ら6人を居間に呼び説得し、その場に近藤を呼び出し彼らに酒を振舞って一件を落着させた。左之助たちは切腹を覚悟でこのような局長批判をしたが、結局切腹になったのは葛山武八郎のみで、左之助たち幹部は謹慎という結果になった。

### 組織の再編
前述した禁門の変によって、長州は朝敵となった。その後新選組は隊士募集を何度か行っており、池田屋事件時にわずか40人だった隊士は、既に70人を数えるまでになっていた。そこで新選組はきたるべき長州出陣を念頭に置いた組織の再編をした。
1番から8番までの小隊長のもとにそれぞれ5人の平隊士を配属した。左之助の名前は、八番に続いて｢小荷駄雑具｣として、そのトップにある。つまり小隊でいえば九番に当たるものであり、殿だった。
しかし、この編成は元治元年12月に長州藩が幕府の降伏条件を受諾し、恭順したため実践には至らなかった。

### 結婚
慶応元年3月10日頃、新選組は西本願寺の北集会所に屯所を移した。左之助が商屋の娘･菅原マサと結婚したのはちょうどこの頃のことである。当時マサは18歳、左之助26歳であった。左之助は西本願寺のすぐ南に位置した場所に新居を構え、黒い木綿の紋付に小倉の馬乗り袴をはいて、そこから屯所に通ったという。
結婚の翌年、左之助に待望の子供が生まれた。男の子である。左之助は子供に｢茂｣と名付け、たいそう喜んだ。

### 三条制札事件
慶応2年1月26日の夜、長州藩を朝敵とした三条制札場の高札が取り外され、石垣が崩されるという事件が発生した。さらに、将軍･徳川家茂死去の8日後の8月28日、またも高札が外され、三条小橋の下に捨てられた。そしてさらに9月1日にも高札が放棄され、翌日には新たな高札が掲げられたが3日には制札場の石垣が崩され、4日には石垣が崩された上高札が盗まれるという事件が発生した。この時は目撃者がおり、帯刀人五、六人の仕業だったようである。さらに5日にも同様の事件があり、今度は4人の犯人が目撃されている。町奉行所は懸命の捜索を行い、ついに犯人が土佐藩士であるという風聞にたどり着いた。町奉行所は武士に手を出すことができないため、これが会津藩に通報された。そこで会津藩は新選組に制札場の警備を命じ、左之助はここで大活躍をおさめることになる。
左之助は12日夜、27人の隊士達とともに制札場に出動した。大石鍬次郎、茨木司らを三条大橋の東詰の民家に、新井忠雄、中西登、伊藤浪之助らを西詰の高瀬川近くの酒屋に配し、自身は西詰南側にある先斗町の町会所に待機し、浅野薫と橋本皆助を物乞いに変装させ制札場近くに置いた。
午前０時頃、川原を北上してきた武士が現れた。土佐藩士の藤崎吉五郎、松島和助、宮川助五郎、沢田屯兵衛、安藤鎌治、奥山禎六、早川安太郎、中山謙太郎の八人である。彼らは制札所に歩み寄って、柵に登ろうと足をかけた。そのとき橋本皆助は静かにその場を離れ酒屋の新井忠雄らのもとに合図を送り、次いで左之助の待つ三条会所に向かった。しかし既に気配を察知していた左之助たちは彼らの様子をうかがっており、2枚の高札が投棄されたのを合図に抜刀して突き進んだ。左之助は彼らの首領を藤崎吉五郎と判断し、伊木八郎とともに左右から攻め立て、軽傷を負いながらも藤崎を切り倒したが絶命には至らなかった。
闘いを終えた左之助たちが、捕縛した宮川助五郎たちを連れて屯所に戻ったのは13日の夜が明けた頃だった。左之助はこの事件の報奨金で金20両を与えられている。
この報奨金が記されている報奨金分配リストには、左之助は七番組頭となっている。左之助は前年の取調日記によると殿である九番隊組頭だったので、その間に組織の再編が行われたことが分かる。
禁門の変後、新選組は長州征伐を念頭に置いて副長助勤制度から小隊長制に切り替えており、その後長州征伐の可能性がなくなってからも小隊長制を維持し事態の推移を見守っていた。しかし慶応2年の6月に長州再征伐が発生した、幕府の敗北が色濃くなる中7月20日には将軍徳川家茂が病死。幕府は実質的な敗北を認めざるを得ず、21日には休戦の勅許を得ていた。つまり新選組はこの時点で長州征伐に必要だった小荷駄方、殿というポジションは必要なくなった。そこで組織の再編が行われ、左之助は七番組長として三条制札事件を迎えたのであった。
ちなみに、制札場事件の翌日には土佐藩は新選組との和解のために祇園の料亭に近藤らを招いていたが、そこに左之助がいたという記録はない。

### 幕臣取り立て
幕府はこれまでに2度、新選組を幕臣に取り立てようとしていたが近藤らはそれを断っていた。しかし幕府は慶応3年になって、再び新選組の幕臣取り立てを検討した。
会津藩は幕府の司令を受けて6月5日に新選組を召し出し、身分についての内示を与えている。
そうして新選組が正式に幕臣に取り立てられたのは慶応3年6月23日の事である。左之助は、副長助勤として見廻組格の身分を貰っている。
しかし、そのおよそ4ヶ月後の10月15日、幕府は大政奉還を行った。

### 近江屋事件
大政奉還の1ヶ月後の慶応3年11月15日、京都の近江屋で土佐藩の坂本龍馬と中岡慎太郎が暗殺されるという事件が起こる。世にいう近江屋事件である。
明治になってからの見廻組・今井信郎の自白により、現在では見廻組の犯行であったことが確定しているが、事件当初実行犯として真っ先に疑われたのが新選組であり、現場に残された鞘と二足の下駄、そして事件直後中岡慎太郎が残した証言に、犯人は「こなくそ」という中国・四国地方の方言を使っていた、というのが疑われた主な理由である。近江屋の主人・新助によると、下駄には「瓢亭」の焼印があり、それを持って瓢亭に確認しに行くと、事件当日に新選組隊士に貸したことが発覚し、それによって新選組への疑いが生じたという。しかし、「慶応丁卯筆記」には、一足が祇園二軒茶屋の「中村屋」という料理茶屋の、もう一足が下河原の「噌々堂」という会席料理屋のものであったと書かれている。事件当初現場は混乱しており、たくさんの土佐藩士も駆けつけた。おそらく土佐藩士のものであったと考えられる。下駄は後年になって理由の1つとしてよく取り上げられるようになっているが、当初は手がかりとして重要視されておらず、当時の他の人たちも下駄の話はしていない。刀の鞘こそ、正真正銘犯人の遺留品だった。事件直後に近江屋に駆けつけた田中光顕によると、後から伊東甲子太郎が近江屋に訪れ、その場に落ちていた鞘を見てこれは新選組のものだと証言したというが、伊東がこの時近江屋に駆けつけ、さらにそのような重大な証言をしたという記録はこの田中光顕のもののみである。同じく事件直後に近江屋を訪れた土佐藩士の谷干城は、後述する油小路事件の残党の御陵衛士達に鞘の鑑定を依頼したとしている。御陵衛士達は考案の上、原田左之助の鞘だと証言したというが、実際に証言をしたうちの一人の阿部十郎は、土佐の者たちが声音から新選組に違いないということで調査に来た、としている。もっとも、彼らが鞘を見たところで、よほどの特徴がなければそれが左之助のものだとわかるはずがないのである。やはり当時一番手がかりとして使用されたのは襲われた張本人である中岡の証言にあった、「中国・四国訛の声」であろう。阿部は続いて、その声音が左之助によく似ていたので左之助であろうということになった、と語っている。声が再現できるはずはないので、これは左之助が伊予弁を話していたことから繋げた話だと思われる。谷達はおそらく鞘も提示したのだろうが、阿部の記憶に残っていたのは「声」だった。その理由は、鞘に証拠能力がなく、左之助にたどり着いたのが声音だったからに違いない。谷があくまでも鞘を証拠としたのは、声音という実体のない証拠の脆弱性を承知していたためでなかったろうか。

### 戊辰戦争と生死
1868年、戊辰戦争の「鳥羽・伏見の戦い」が勃発すると、原田左之助は、新選組の一員として戦うが、旧幕府軍の敗走により撤退。大坂を経て江戸に転戦。
その後、近藤勇が結成した「甲陽鎮撫隊」に参加するものの、意見の相違から決別。
その時一緒に脱退した永倉新八と新たに「靖共隊」を結成して「副長」に就任する。だが、江戸城の無血開城によって靖共隊は分裂する。
分裂後、原田左之助は「寛永寺」旧幕府勢力の「彰義隊」に合流し、「上野戦争」に参加するが、戦闘中に銃撃を受け、29歳の若さで戦死を遂げる。なお、彰義隊への参加時期が遅かったため名簿に原田左之助の名前はなく、墓の場所も分かっていない。

## 同時代の人物からの評価
八木為三郎
「原田は気短でせかせかした男でした。二言目には『斬れ斬れ』と叫びましたが、これもいい男でした。」
内藤鳴雪
「なかなか怜悧な男で、かつ容貌万端、子供心にも美男であったと認めております。」

## 馬賊伝説
原田は上野では死なず生き延び、新潟・下関・釜山を経て大陸へ渡り馬賊の頭目になったという伝説がある。日清・日露戦争のときに松山で昔語りをする老軍人がいて「私は原田左之助だ」と名乗ったと伝わっている。1907年（明治40年）頃の愛媛新聞にて弟や甥と会って会話をした後に「満州に帰る」と言い残して去っていったと報じられたが真偽は不明。

## 家族
息子の名前は茂（しげる）、この「茂」という名は江戸幕府14代征夷大将軍徳川家茂から一文字取ったといわれている。
妻のまさ（おけい）は1930年（昭和5年）まで生き、沢山の孫たちに見守られて亡くなったとされる。また新選組の証言などをまとめた記録文書新選組三部作（子母澤寛著）にて、夫・左之助の事を語っている。

## 原田左之助を主人公とする小説
- 池波正太郎『炎の武士』角川文庫、2007年、252頁。ISBN 978-4041323144。（収録短編「ごろんぼ左之助」）
- 早乙女貢『新選組 原田左之助―残映』人物文庫、2001年8月20日、430頁。ISBN 978-4313751477。
- 菊地明『新選組十番組長 原田左之助』新人物往来社、2009年3月31日、238頁。ISBN 978-4404035974。
- 松本攸吾『原田左之助―新選組の快男児』文芸社、2004年3月15日、238頁。ISBN 978-4835571478。

## 原田左之助を演じた人物
映画
- 伴淳三郎（維新の京洛 竜の巻 虎の巻）
- 仁礼功太郎（新選組）
- 品川隆二（壮烈新選組 幕末の動乱）
- 堂本寛（新選組始末記）
- 尾形伸之介（新選組血風録 近藤勇）
- 青木義朗（幕末残酷物語）
- 山崎竜之介（新選組 (1969年の映画)）
- 大木正司（沖田総司 (1974年の映画)）
- 野崎海太郎（幕末純情伝#映画）
- 浦田賢一（御法度 (映画)）
- 本宮泰風（実録 新選組）
- 吉田健悟（燃えよ剣#2021年版）

ドラマ
- 小松方正（燃えよ剣#1966年版）
- 西田良（燃えよ剣#1970年版）
- 長江英和（燃えよ剣#1990年版）
- 新田昌玄（新選組始末記#テレビドラマ（1977年））
- 徳大寺伸（新選組血風録_(テレビドラマ)#1965年版）
- 小西博之（新選組血風録_(テレビドラマ)#1998年版）
- 武智健二（新選組血風録_(テレビドラマ)#2011年版）
- 河原崎長一郎（新選組 (テレビドラマ)）
- 三上寛（壬生の恋歌）
- 大鶴義丹（壬生義士伝#テレビドラマ）
- 山本太郎（新選組!、新選組!! 土方歳三 最期の一日）
- 伊﨑右典（新撰組異聞PEACE MAKER#テレビドラマ）
- 柊太朗　(君とゆきて咲く〜新選組青春録〜)

舞台
- 山内圭哉（燃えよ剣#舞台2004年版）
- 麻樹こずえ、千城恵、真波そら、天月翼（星影の人）
- 橘幸（壬生義士伝#宝塚歌劇団）
- 田倉伸紘、住谷正樹（レイザーラモンHG）、黒藤結軌（新撰組異聞PEACE MAKER#舞台）
- 橋本淳（薄桜鬼 新選組炎舞録）
- 小野健斗、五十嵐麻朝、東啓介、小鳥遊潤、水石亜飛夢、川上将大（薄桜鬼 〜新選組奇譚〜）
- 日向野祥（新選組始末記(2022)）

アニメ
- 乃村健次（新撰組異聞PEACE MAKER#アニメ）
- 遊佐浩二  (薄桜鬼)